# Marek Dąbrowski
Marek Roman Dąbrowski, född den 28 november 1949 i Gliwice, Polen, är en polsk fäktare.
Han tog OS-guld i herrarnas lagtävling i florett i samband med de olympiska fäktningstävlingarna 1972 i München.